# Zhang Zhixin
Zhang Zhixin (chinês simplificado: 张志新, Wade–Giles: Chang Chih-hsin; 5 de dezembro de 1930 – 4 de abril de 1975) foi uma dissidente que ganhou protagonismo durante a Grande Revolução Cultural Proletária, tendo ficado conhecida por ser crítica em relação à idolatria a Mao Zedong e à ultra-esquerda. Zhang ficou presa por seis anos (entre 1969 e 1975), sendo torturada e posteriormente executada por sua defesa de posições opostas às definidas pelo Partido Comunista da China, do qual era membro. Um outro membro do partido que havia expressado acordo com Zhang foi condenado a 18 anos de prisão.
Embora muitos entre o povo a considerem uma heroína por sua defesa do partido, sua experiência também é um lembrete da potencial punição por desvios em relação aos princípios estabelecidos pela liderança. 
Zhang não se considerava anticomunista, mas sim uma "verdadeira marxista" que acreditava que Mao havia distorcido a causa comunista. Mesmo após a prisão, insistia em seguir no Partido Comunista da China. Muitos de seus pontos de vista eram semelhantes aos dos líderes comunistas que sucederam Mao. Em função disso, foi reabilitada por Hu Yaobang e reconhecida como uma mártir revolucionária e comunista modelo. 

## Vida
Zhang Zhixin nasceu em Tianjin em 1930. Estudou na Universidade do Povo da China entre 1951 e 1952 e posteriormente começou a trabalhar na universidade. Posteriormente, Zhang tornou-se parte do Departamento de Propaganda do Partido Comunista na província de Liaoning.
Zhang expressou sua posição da seguinte forma:
| “ | Eu tenho dúvidas em relação a Jiang Qing (esposa de Mao e figura proeminente na liderança da Grande Revolução Cultural Proletária). Qual o problema de fazer comentários críticos a ela? Por que os problemas de Jiang Qing não podem ser expostos? Devemos expor inclusive o Grupo Central da Revolução Cultural... Por que devemos levar adiante a noção de que mesmo que não entenda, você deve obedecer? Se permitirem que isso continue, a situação sairá do controle. Tudo isso é um esforço para fortalecer a reputação do Presidente Mao e a de Lin Biao. Eu pessoalmente não confio em Lin Biao. | ” |

## Prisão e tortura
Em 1969, Zhang foi presa em uma pequena cela por seus comentários críticos em relação a Mao. Ela guardava 2 yuan por mês para comprar livros para ler na instalação, onde escreveu as anotações de seu estudo em pedaços de papel higiênico, mas os guardas da prisão eventualmente lhe tiraram a caneta impedindo-a de escrever. Zhang afirmou que o partido seria "(...) punido pela história; se não cedo, então mais tarde". Passou aproximadamente um ano e meio sendo constantemente algemada e amarrada com um cinto.
Na prisão, foi forçada a assinar os documentos que a desligava do Partido Comunista. Confinada em uma prisão só para homens, Zhang foi estuprada e torturada. Outros presos foram informados de que poderiam reduzir suas sentenças se estivessem dispostos a torturá-la.
Em uma reunião de reeducação política realizada na prisão para criticar Lin Biao, Zhang defendeu que Mao também deveria ser responsabilizado pelo que Lin fazia. Uma secretária do partido da província de Liaoning solicitou que ela fosse executada o mais rápido possível. Durante a Revolução Cultural, a maioria dos procedimentos legais foram abolidos: sem juízes ou julgamentos, os casos eram decididos em vários níveis dos Comitês Revolucionários e dos Comitês do Partido Comunista. 

## Morte e reabilitação póstuma
Zhang foi exposta e executada em 4 de abril de 1975, próximo ao fim da Revolução Cultural. É relatado que sua laringe foi cortada antes da execução, a fim de impedi-la de falar.
Quatro anos após sua execução, na primavera de 1979, Zhang foi oficialmente proclamada "mártir", e o dia 4 de abril de 1979 foi designado como o dia de seu memorial. Embora uma investigação sobre seu caso tenha sido iniciada, o então líder do partido, Hu Yaobang, a interrompeu.[carece de fontes?]

## Memorial
No Parque do Povo, no centro de Guangzhou, uma estátua chamada Mengshi ("A Brava") foi erguida em homenagem a Zhang Zhixin. A estátua mostra uma guerreira nua disparando uma flecha a cavalo, e a inscrição em seu pedestal diz "dedicada às pessoas que lutam pela verdade".